# Aeroportul Regional Vernal
Aeroportul Regional Vernal (IATA: VEL, ICAO: KVEL, FAA LID: VEL) este un aeroport din Utah, Statele Unite ale Americii ce deservește zona Vernal⁠(d). Aeroportul a fost tranzitat în 2019 de 25.314 pasageri. A fost numit după zona deservită.
Situat la o altitudine de 1.609 m, aeroportul dispune de 2 piste.

## Infrastructură

### Piste
Aeroportul dispune de 2 piste. Pista 07/25 are suprafața de asfalt și dimensiunile 4.108 picioare × 60 picioare. Pista 16/34 are suprafața de asfalt și dimensiunile 6.201 picioare × 150 picioare. 